# Le Retour de Mr. Vampire
Série Mr. Vampire
Mr. Vampire
(1985) Mr. Vampire 3
(1987)
Pour plus de détails, voir Fiche technique et Distribution.
Le Retour de Mr. Vampire (殭屍家族, Geung see ga zuk, litt. « Famille vampire »), aussi appelé Mr. Vampire 2, est une comédie d'horreur hongkongaise réalisée par Ricky Lau et sortie en 1986 à Hong Kong. Produite par Sammo Hung et suite de Mr. Vampire (1985), c'est le deuxième volet de la série des cinq Mr. Vampire réalisés par Ricky Lau. Elle fait partie du boom de popularité que connaît les films de jiangshi à Hong Kong dans les années 1980.
Elle totalise 17 072 137 HK$ de recettes à Hong Kong. Sa suite, Mr. Vampire 3, sort l'année suivante.

## Synopsis
L'archéologue Kwok Tun-wong (Chung Fat) emmène deux de ses étudiants avec lui sur un site de fouilles. Ils découvrent une grotte où sommeillent trois jiangshis - un homme adulte, une femme adulte et un petit garçon. Les créatures sont toujours immobilisés par les talismans taoïstes collés sur leur front et Kwok les ramène à son laboratoire puis décide de vendre le garçon au marché noir.
Tout en transportant le petit garçon jiangshi, Kwok décolle accidentellement le talisman de son front. La créature se réveille alors et s'échappe. Elle entre dans une maison au hasard et se lie d'amitié avec une petite fille, qui croit qu'il s'agit d'un immigré clandestin. Pendant ce temps, de retour au laboratoire, l'un des étudiants de Kwok retire volontairement les talismans des fronts des jiangshi adultes et les réveillent de fait. Ils commencent à sautiller (leur manière de se déplacer) et à attaquer les personnes présentes. Il faut beaucoup d'efforts aux trois hommes pour les immobiliser de nouveau.
Un des étudiants de Kwok a cependant été mordu par le jiangshi homme pendant qu'il le combattait et va voir le docteur Lam (Lam Ching-ying) pour recevoir un traitement. Lam reconnaît les marques de morsure et conclut qu'il y a des jiangshis qui se baladent en ville. Avec sa fille Gigi (Moon Lee) et son potentiel gendre Yen (Yuen Biao), il se lance dans une quête pour les détruire.

## Fiche technique
- Titre original : 殭屍家族
- Titre français : Le Retour de Mr. Vampire
- Titre international : Mr. Vampire 2
- Réalisation : Ricky Lau
- Scénario : Barry Wong
- Musique : Anders Nelsson (en), Alastair Monteith-Hodge, Stephen Shing et Cheng Kwok-kong
- Photographie : Andrew Lau, Cho Wai-kei, Peter Ngor et Arthur Wong
- Montage : Peter Cheung
- Production : Sammo Hung
- Société de production : Bo Ho Films et Paragon Films
- Société de distribution : Golden Harvest
- Pays d'origine :  Hong Kong
- Langue : cantonais
- Genre : comédie d'horreur
- Durée : 86 minutes
- Date de sortie :
  -  Hong Kong et  Taïwan : 15 août 1986
  -  Japon : 20 décembre 1986
  -  Corée du Sud : 15 août 1987

## Distribution
- Lam Ching-ying : le docteur Lam Ching-ying
- Yuen Biao : Yen
- Moon Lee : Gigi, la fille de Lam
- Chung Fat : l'archéologue Kwok Tun-wong
- Billy Lau : Poulet, un étudiant de Kwok
- Ka Lee : Sashimi, un étudiant de Kwok
- Pauline Wong : la femme jiangshi
- Cheung Wing-cheung : l'homme jiangshi
- Hoh Kin-wai : le garçon jiangshi
- Hon To-yue : Chia-chia, la petite fille
- Choi Man-gam : le frère de Chia-chia
- Bowie Wu : Mr Hu, le père de Chia-chia
- Wu Ma : le voisin de Mr Hu
- Hsiao Ho (en) : un technicien de laboratoire
- James Tien : un officier de police
- Cho Tat-wah : le chef de la police
- Manfred Wong : un coroner
- Yuen Miu : un policier
- Stanley Fung : un archéologue
- Ban Yun-sang : un agent de la circulation
- Chow Gam-kong : un policier
- Yiu Yau-hung : un pompier
- Lee Chi-git : Ping
- Lam Gwok-hung
- Yeung Ming